# Linda S. Wilson
Pour les articles homonymes, voir Wilson.
Linda Smith Wilson (née en 1936) est une chimiste et administratrice universitaire américaine. Elle est la 7e présidente du Radcliffe College, de 1989 à 1999.

## Biographie
Linda Smith Wilson naît à Washington en 1936.
Elle obtient en 1957 son diplôme (AB) avec mention au collège pour femmes H. Sophie Newcomb Memorial College (en) de l'université Tulane, à La Nouvelle-Orléans, puis un doctorat en chimie en 1962 à l'université du Wisconsin à Madison. 

## Carrière

### Enseignement et administration
Linda Wilson est enseignante et chercheuse à l'université du Maryland, à université de Southampton (Angleterre) et à l'université du Missouri à Columbia de 1964 à 1969,. Elle est ensuite administratrice universitaire à l'université Washington de Saint-Louis (1969-1974) puis à l'université de l'Illinois (1975-1985). Elle est vice-présidente de la recherche à l'université du Michigan de 1985 à 1989,,,.

### Radcliffe College
Wilson est la 7e présidente du Radcliffe College, où elle succède à Matina Horner, de 1989 à 1999. Elle initie plusieurs programmes au cours de son mandat. En 1991, elle lance le Radcliffe Research Partnerships pour favoriser les opportunités de recherche au premier cycle. En 1993, elle a créé le Radcliffe Public Policy Institute pour encourager la recherche interdisciplinaire entre universitaires, décideurs politiques, dirigeants d'entreprises et de syndicats et membres des médias. En 1993, Wilson, avec des membres du corps professoral du Radcliffe College et de six autres institutions de Boston, contribue à la création du Graduate Consortium in Women's Studies pour favoriser les études sur les femmes. Elle quitte son mandat de présidente en 1999, lors de la fusion de Harvard et Radcliffe et la création du Radcliffe Institute for Advanced Study.

### Autres activités institutionnelles
Elle est conseillère auprès du Département de l'Énergie  et du National Research Council. Elle  est directrice de l'ICANN d'octobre 1998 au 26 juin 2003. Elle est administratrice du Comité du développement économique, directrice de Myriad Genetics, Inc. et d'Inacom, Inc., et administratrice honoraire du Massachusetts General Hospital,. Wilson est membre de Phi Beta Kappa, Sigma Xi, de l'Association américaine pour l'avancement des sciences et de l'Institut de médecine de l'Académie nationale des sciences,.
Elle est docteure honoris causa de l'université du Maryland et de l'université Tulane.